# 96 hodin
96 hodin (francouzsky L'Enlèvemen) je francouzský akční thriller z roku 2008 režiséra Pierra Morela a producenta Luca Bessona. V roce 2012 bylo uvedeno volné pokračování 96 hodin: Odplata francouzského režiséra Oliviera Megatona.

## Příběh
Jde o kriminální drama, kdy se bývalý agent americké tajné služby, v současnosti soukromý detektiv a příležitostný osobní strážce Bryan Mills, (Liam Neeson) snaží během omezené doby 96 hodin osvobodit zpět svoji dospívající dceru Kim (Maggie Grace), kterou během jejího prázdninového pobytu v Evropě v Paříži unesli albánští obchodníci s "bílým masem". Limit 96 hodin zde představuje dobu, kdy zločinci pomocí drog ovládnou osobnost unesené osoby natolik, že se již sama nedokáže samostatně rozhodovat, kromě toho jde také o časový úsek kdy zločinci dokážou oběť odvézt z příslušné země pryč tak, že po ní nezůstanou prakticky žádné stopy.
Jde vlastně o příběh osamělého a mimořádně schopného mstitele, který ví, že se nemůže na francouzskou policii nikterak spolehnout a že je bezpodmínečně nutné jednat na vlastní pěst. I přes násilný odpor dvou mafiánských gangů i zcela otevřeně nepřátelský postoj francouzské policie se mu dceru nakonec podaří na posledních chvíli vysvobodit a odvézt zpět domů do Spojených států amerických.

## Obsazení
| Liam Neeson       | Bryan Mills                 |
| Maggie Grace      | Kim Mills                   |
| Famke Janssenová  | Lenore "Lennie" Mills       |
| Xander Berkeley   | Stuart                      |
| Katie Cassidy     | Amanda                      |
| Leland Orser      | Sam                         |
| Olivier Rabourdin | Jean-Claude                 |
| Holly Valance     | Sheerah                     |
| Jon Gries         | Casey                       |
| David Warshofsky  | Bernie                      |
| Nathan Rippy      | Victor                      |
| Camille Japy      | Isabelle                    |
| Nicolas Giraud    | Peter                       |
| Arben Bajraktaraj | Marko                       |
| Gérard Watkins    | Patrice Saint-Clair         |
| Nabil Massad      | šejk Raman                  |
| Radivoje Bukvic   | hlavní strážce šejka Ramana |